# Alain Milon (universitaire)
Pour les articles homonymes, voir Alain Milon.
Alain Milon, né en 1956, est un philosophe français, professeur à l'université de Paris Nanterre et fondateur et directeur (2006-2012) des Presses Universitaires de Paris Nanterre. Membre de l'Institut Universitaire de France (IUF).

## Biographie
Alain Milon a fait ses études de philosophie à l'université Paris I-Sorbonne. Obtient son doctorat de philosophie sous la direction d'Olivier Revault d'Allonnes avec un sujet sur la philosophie esthétique de Hegel. Obtient un second doctorat en Sciences sociales à l'EHESS sous la direction d'Yves Hersant en 1993 sur L'Art de la conversation. Passe son mémoire d'HDR sur les réseaux de sociabilité à l'Université Paris Saint-Denis en 2000.

## Thèmes de recherche
Domaine de recherche : Philosophie et littérature contemporaines, philosophie de l'esthétique, philosophie des sciences sociales et humaines
Axes de recherche
La question de la nomination et le corps de la langue : autour de l’œuvre de Maurice Blanchot, Antonin Artaud, Maurice Merleau-Ponty, Henri Michaux, Francis Ponge et René Char. L'Écosophie et imagination environnementale. Fonctions esthétiques et politiques du paysage (de la Renaissance jusqu'aux paysages virtuels). Du concept de corps dans la philosophie classique au corps virtuel. Le corps chez Francis Bacon. La philosophie de la ville : autour des expressions murales et musicales de la ville : du graff au rap.

## Publications
Ouvrages personnels
- La Philosophie de Francis Ponge. La révolte des choses contre les mots. Paris, Herman, coll. Philosophie, 2022  (ISBN 979 1 0370 2090 1)
- La Place de l'Étranger dans la communauté : Dialogue entre Levinas et Blanchot, Paris, Presses de Paris Nanterre, coll. « Essais et Conférences », 2018, 139 p. (ISBN 978-2-84016-299-5).
- Sous la langue, Artaud : La réalité en folie, Paris, Les Belles Lettres, coll. « Encre marine », 2016, 109 p. (ISBN 2-35088-100-8 et 978-2-35088-100-3, OCLC 946715495).
- Pour une critique de la raison écologique sous-titre=Le plan de nature, Strasbourg, Circé, 2014, 120 p. (ISBN 2-84242-351-8 et 978-2-84242-351-3, OCLC 879793409, BNF 43786025, présentation en ligne).
- Cartes incertaines : Approche critique de l'espace, Paris, Les Belles Lettres, coll. « Encre marine », 2013, 221 p. (ISBN 2-35088-062-1 et 978-2-35088-062-4, OCLC 977996737, présentation en ligne).
- La Fêlure du cri, violence et écriture, Paris, Les Belles Lettres, coll. « Encre Marine », 2010, 131 p. (ISBN 2350880346 et 9782350880341, OCLC 669123640, BNF 42268749, présentation en ligne).
- Bacon, l'effroyable viande, Paris, Les Belles Lettres, coll. « Encre marine », 2008, 92 p. (ISBN 2350880052 et 9782350880051, OCLC 276978545, BNF 41377046, présentation en ligne).
- Réalité virtuelle : Avec ou sans le corps, Paris, Autrement, coll. « Le corps, plus que jamais », 2005, 127 p. (ISBN 2-7467-0652-0 et 978-2-7467-0652-1, OCLC 60417222).
- L’Écriture de soi, ce lointain intérieur : Moments d’hospitalité littéraire autour d’Antonin Artaud, La Versanne, Encre marine, 2005, 123 p. (ISBN 2-909422-96-8 et 978-2-909422-96-1, OCLC 420634181, BNF 40050190, présentation en ligne).
- Contours de lumière : les territoires éclatés de Rozelaar Green, Paris, Draeeger, 2002 (OCLC 800464857).
- L’Art de la conversation, Paris, PUF, coll. « Perspectives critiques », 1999, 173 p. (ISBN 2-13-050227-X et 978-2-13-050227-2, OCLC 612330190).
- L’Étranger dans la ville : Du rap au graff mural, Paris, PUF, coll. « Sociologie d’aujourd’hui », 1999, 145 p. (ISBN 2-13-050091-9 et 978-2-13-050091-9, OCLC 231857201, BNF 37045415).
- La Valeur de l’information : entre dette et don : Critique de l’économie de l’information, Paris, PUF, coll. « Sociologie d’aujourd’hui », 1999, 232 p. (ISBN 2130497403 et 9782130497400, OCLC 807240324).

Direction d'ouvrages collectifs
- Blanchot et l'Allemagne, Paris, Presses Universitaires de Paris Nanterre, coll. « Résonances de Maurice Blanchot », 2020 publié avec H.Choplin et E. Hoppenot.
- Leçon d’économie générale : l’expérience-limite chez Bataille-Blanchot-Klossowski, Paris, Presses Universitaires de Paris Nanterre, coll. « Résonances de Maurice Blanchot », 2018.
- avec Anca Cǎlin (dir.), Défi de lecture : "Thomas l'obscur" de Maurice Blanchot, Paris, Presses de Paris Ouest, coll. « Résonances de Maurice Blanchot », 2017, 231 p. (ISBN 2-84016-255-5 et 978-2-84016-255-1, OCLC 992554154, BNF 45215291).
- avec Marc Perelman (dir.), Institut national d'histoire de l'art, Les temps du livre (Actes du colloque éponyme, INHA, 9 novembre 2012), Nanterre, Presses universitaires de Paris Ouest, coll. « Livre et société », 2016, 211 p. (ISBN 2-84016-230-X et 978-2-84016-230-8, OCLC 948122170, BNF 44507580).
- avec Shu-Ling Stéphanie Tsai (dir.), Figures de l’homme : Au croisement des différences Europe-Asie (Publication de conférence), Paris, L’Harmattan, coll. « Eidos / RETINA », 2016, 326 p. (ISBN 2-343-08191-3 et 978-2-343-08191-5, OCLC 946648818, BNF 44496276).
- avec Manola Antonioli (dir.) et Vincent Jacques (dir.) (préf. Valérie Knochel Abecassis), Paysages variations : autour du paysage comme variation artistique (Publication de conférence), Paris, Loco, 2014, 173 p. (ISBN 2-919507-33-8 et 978-2-919507-33-7, OCLC 897367406, BNF 44447948).
- Maurice Blanchot entre roman et récit, Nanterre, Presses universitaires de Paris Ouest, coll. « Résonances de Maurice Blanchot », 2013, 304 p. (ISBN 2-84016-173-7 et 978-2-84016-173-8, OCLC 891127814, BNF 43738690).
- avec Ricard Ripoli (dir.), Antonin Artaud : autour de "Suppôts et Suppliciations", Nanterre, Presses universitaires de Paris Ouest, 2013, 209 p. (ISBN -2-84016-126-5 et 978--2-84016-126-4, OCLC 884873143, BNF 43697054).
- avec Marc Perelman (dir.), Le Livre au corps, Nanterre, Presses universitaires de Paris Ouest, coll. « Livre et société », 2012, 341 p. (ISBN 2-84016-127-3 et 978-2-84016-127-1, OCLC 829852785).
- avec Marc Perelman (dir.), L'Esthétique du livre, Nanterre, Presses universitaires de Paris Ouest, 2010, 447 p. (ISBN 2-84016-052-8 et 978-2-84016-052-6, OCLC 838629024).
- avec Éric Hoppenot (dir.), Blanchot et la philosophie, Nanterre, Presses universitaires de Paris Ouest, coll. « Résonances de Maurice Blanchot », 2010, 436 p. (ISBN 2-84016-055-2 et 978-2-84016-055-7, OCLC 652653666).
- avec Éric Hoppenot (dir.), Association pour la célébration du centenaire Emmanuel Lévinas, Emmanuel Lévinas - Maurice Blanchot, penser la différence (Actes du colloque ACCEL à l'UNESCO), Nanterre, Presses universitaires de Paris 10, 2009, 2e éd. (1re éd. 2008), 553 p. (ISBN 2-84016-011-0 et 978-2-84016-011-3, OCLC 216928679, BNF 41209935, présentation en ligne).
- avec Marc Perelman (dir.), Le Livre et ses espaces, Paris, Presses universitaires de Paris 10, 2007, xvi-702

## Entretiens
- Mémoires et Identités (Rencontres et discussions entre Pascale Weber et Alain Berthoz, Daniel Lance, Alain Milon, Pascale Piolino, Bo Sanitioso), l'Harmattan, Paris, 2012, 189 p.    (ISBN 2-7475-4609-8).